# Tick size
De Tick size is in de financiële wereld het minimale stapje waarin prijzen van financiële instrumenten zoals aandelen en opties bewegen. Het minimale stapje noemt men de tick.
De effectenbeurs bepaalt met welke 'tick size' de koersen van instrumenten mogen bewegen. Zo mogen veel aandelen op Euronext bewegen met stapjes van 1 cent en bij lagere koersen met stapjes van 0,1 cent. Een kleinere tick size betekent dat het mogelijk is om een krappere spreiding tussen aan- en verkoopprijzen in de markt te hebben. Vaak is er een onderscheid tussen het absolute niveau van koersen en de grootte van de tick size. Aandelenopties op Euronext worden verhandeld met stapjes van 1 cent tot een absoluut niveau van 50 cent, boven deze waarde is de tick size vijf cent.
De ontwikkelingen op de financiële markten leiden tot kleinere tick sizes. In de wetenschap is de invloed van een kleinere tick size op de kwaliteit van de markt onderwerp van discussie. Over het algemeen heerst er consensus dat de bid-ask spread afneemt, maar dat de diepte van de markt wellicht slechter wordt. Met de diepte van de markt bedoelt men het aantal effecten dat achter de beste prijs aangeboden of geboden wordt.

## Voorbeelden
- Aandelen ING, koers kan zijn 7,411 - 7,417. Tick size is 0,001 EURO.
- Opties op de AEX Index, koers kan zijn 8,00 - 8,05. Tick size is 0,05 EURO